# Parametrizzazione (clima)
In meteorologia e climatologia il termine parametrizzazione è un termine molto utilizzato nell'ambito della modellistica meteorologica e climatica per riferirsi al metodo modellistico di sostituire processi, che risultano a scala troppo piccola, oppure troppo complessa, per essere fisicamente rappresentati nel grigliato del modello, con processi semplificati. Questo approccio è in contrasto con quanto avviene invece con numerosi altri processi, ad esempio flussi a larga scala dell'atmosfera (es. scala sinottica), che sono invece risolti esplicitamente all'interno dei modelli.
Associate a queste parametrizzazioni ci sono vari parametri usati per caratterizzare i processi semplificati. Esempi di questi parametri includono il tasso decrescente delle gocce di pioggia, le nubi convettive, le semplificazioni del trasferimento radiativo dell'atmosfera sulla base dei codici di trasferimento radiativo atmosferici e la microfisica delle nubi.

## Descrizione

### Parametrizzazione delle nubi convettive

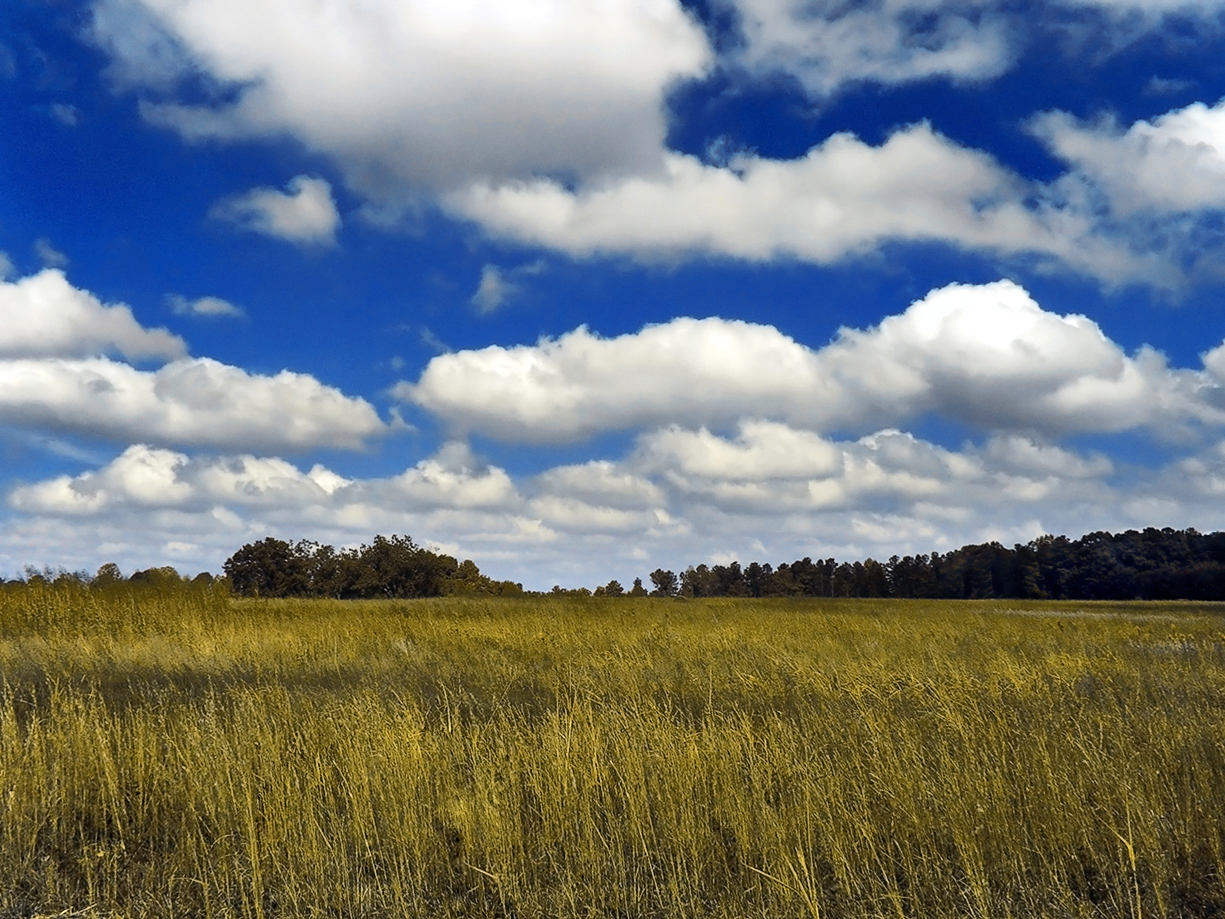
Cielo con cumuli.

Un tipico modello climatico a grigliato si basa su maglie di 100-300 km. Un tipico cumulonembo ha invece una scala spaziale inferiore al kilometro e richiederebbe un grigliato molto più piccolo di questo per essere adeguatamente rappresentato dalle equazioni del moto dei fluidi. Perciò i processi che simili nubi rappresentano sono parametrizzati da processi di varia sofisticazione.
Nei primissimi modelli climatici, se una colonna d'aria in un modello a grigliato era instabile (ad es. l'aria in basso più calda rispetto alla sommità) allora questa condizione veniva rapidamente rovesciata con il rimescolamento dell'aria nella colonna verticale. Schemi più sofisticati aggiungono dei miglioramenti a questo modello convettivo riconoscendo che solo alcune porzioni della maglia potrebbero sviluppare convezione e che anche altri processi potrebbero avvenire. Modelli climatici che hanno griglie con maglie comprese tra 5 e 25 km possono esplicitamente rappresentare nubi convettive, anche se essi devono parametrizzare la microfisica delle nubi.
In contrasto, la formazione di nubi a strati a larga scala è più basata su leggi fisiche, formandosi queste quando l'umidità relativa raggiunge dei valori prescritti. Ma ancora altri processi a scala sotto griglia necessitano di essere presi in considerazione. Piuttosto che assumere che le nubi si formino per valori di umidità relativa del 100% (in una massa d'aria atmosferica reale, piccole sovrassaturazioni sono in genere richieste per la formazione delle nubi ovvero l'umidità relativa deve essere lievemente superiore del 100% in funzione dei nuclei di condensazione) la frazione di nube può essere collegata a un "rh-crit" ovvero un parametro di umidità relativa di valore specifico (tipicamente del 95%) riflettendo così la variazione a sottoscala che potrebbe avvenire nel mondo fisico reale.

### Stima degli effetti dei parametri sulla sensitività climatica
Il progetto climateprediction.net tenta di stimare la sensitività della sensitività climatica di una versione del modello climatico HadCM3 variando vari parametri scelti come il vf1 (la velocità di fall dei ghiacci contro le nubi), il cw-land, cw_sea (questo è collegato con quanta acqua è presente in una nube quando comincia a piovere), il z0fsea (la lunghezza approssimata della superficie del mare) ecc..